# Gabriel Zubeir Wako
Gabriel Zubeir Wako (Mboro, 27 febbraio 1941) è un cardinale e arcivescovo cattolico sudanese, dal 10 dicembre 2016 arcivescovo emerito di Khartoum.

## Biografia
È stato ordinato sacerdote il 21 luglio 1963, consacrato vescovo il 6 aprile 1975.
Il 12 dicembre 1974 papa Paolo VI lo ha nominato vescovo di Wau, incarico che ha mantenuto fino al 30 ottobre 1979 ovvero fino alla sua nomina ad arcivescovo coadiutore di Khartoum.
Il 10 ottobre 1981 è succeduto alla medesima sede.
È stato presidente della Conferenza Episcopale Sudanese dal 1978 al 1989, dal 1993 al 1999 e dal 2012 al 2016.
Papa Giovanni Paolo II lo ha innalzato alla dignità cardinalizia nel concistoro del 21 ottobre 2003.
Il 10 dicembre 2016 papa Francesco ha accolto la sua rinuncia al governo pastorale dell'arcidiocesi di Khartoum per raggiunti limiti di età.
Il 27 febbraio 2021 compie 80 anni ed esce dal novero dei cardinali elettori in un futuro conclave.

## Genealogia episcopale e successione apostolica
La genealogia episcopale è:
- Cardinale Scipione Rebiba
- Cardinale Giulio Antonio Santori
- Cardinale Girolamo Bernerio, O.P.
- Arcivescovo Galeazzo Sanvitale
- Cardinale Ludovico Ludovisi
- Cardinale Luigi Caetani
- Cardinale Ulderico Carpegna
- Cardinale Paluzzo Paluzzi Altieri degli Albertoni
- Papa Benedetto XIII
- Papa Benedetto XIV
- Papa Clemente XIII
- Cardinale Bernardino Giraud
- Cardinale Alessandro Mattei
- Cardinale Pietro Francesco Galleffi
- Cardinale Giacomo Filippo Fransoni
- Cardinale Carlo Sacconi
- Cardinale Edward Henry Howard
- Cardinale Mariano Rampolla del Tindaro
- Cardinale Rafael Merry del Val
- Arcivescovo Duarte Leopoldo e Silva
- Arcivescovo Paulo de Tarso Campos
- Cardinale Agnelo Rossi
- Cardinale Gabriel Zubeir Wako

La successione apostolica è:
- Vescovo Daniel Marco Kur Adwok (1993)
- Vescovo Edward Hiiboro Kussala (2008)
- Arcivescovo Michael Didi Adgum Mangoria (2010)
- Vescovo Yunan Tombe Trille Kuku Andali (2017)
- Vescovo Matthew Remijio Adam Gbitiku, M.C.C.I. (2021)
- Vescovo Christian Carlassare, M.C.C.I. (2022)
- Vescovo Alex Lodiong Sakor Eyobo (2022)
- Vescovo Emmanuel Bernardino Lowi Napeta (2023)